# 김성근 (조선귀족)
김성근(金聲根, 1835년 양력 3월 19일 ~ 1919년 양력 11월 27일)은 조선 말기의 문신, 서예가, 성리학자이며 대한제국의 관료, 일제강점기의 관료, 조선귀족, 친일반민족행위자이다. 본관은 안동이다.
1862년(철종 13년) 문과에 급제, 예문관검열과 홍문관 벼슬과 삼사를 두루 거쳐 도승지, 홍문관제학, 전라도관찰사 등을 지내고, 이조참판, 이조판서를 역임하였다. 1894년(고종 31년) 동학 혁명 때 다시 전라도관찰사가 되고, 1898년(광무 2년) 의정부참정에 승진, 의정부 찬정(議政府贊政), 홍문관 학사를 지냈으며, 1901년에 장례원경, 의정부 찬정, 규장각 학사, 홍문관 학사 등을 지냈으며, 1902년 탁지부대신이 되었다. 1910년 한일합방이 체결되자 자작(子爵)이 되었다. 소유한 소작인과 호위무사의 수는 1천여 명으로 2024년 인구 8천여 명에 달한다.
자는 중원(仲遠), 호는 해사(海士)이다. 서예가로도 유명하며 서재필의 양 외숙부(外叔父)이기도 하다. 또한 서재필은 그의 문인이기도 하다. 1910년(융희 4년) 10월 국권 피탈 때에 받은 그의 작위는 손자 김호규가 습작했다.

## 생애

### 생애 초반
해사 김성근은 본관은 안동으로 공조판서와 판부사를 지낸 김온순(金蘊淳)의 아들이다. 그의 누나는 서광하에게 출가했는데, 서광하가 자신의 6촌 형의 아들 서재필을 양자로 입양함으로써 서재필은 그의 외조카가 된다. 한때 8세 때 한성으로 상경한 서재필을 문하에서 가르치기도 했다.
1862년 정시문과(庭試文科)에 병과(丙科)로 급제하였다. 이후 예문관검열(檢閱)이 되었다가 홍문관으로 전임된 뒤 삼사의 요직을 두루 거친 뒤 승정원도승지가 되었다. 그 뒤 홍문관제학 등을 거쳐 1883년 전라도관찰사가 되었다. 1883년 전라도관찰사로 있을 때에는 독직혐의로 탄핵을 받기도 하였으나 곧 방면되었다. 1884년 갑신정변으로 관직을 물러났다가 그뒤 이조참판, 예조판서와 이조판서를 역임했다. 1888년 이후 공조, 형조, 이조, 예조 등 판서직을 두루 역임하였다.

### 대한제국 정치 활동
1894년(고종 31) 동학 농민 혁명 때 다시 전라도관찰사로 부임하여 민심 수습과 사태 진압과 학살을 지시하였다. 그러나 1894년 개화파정권 성립 이후 관직에서 물러났다가 1898년(광무 2년) 궁내부특진관으로 다시 등용되어 1898년 의정부 참정(議政府參政)이 되었다. 1900년에는 다시 의정부 참정, 이후 의정부찬정(議政府 贊政), 홍문관 학사를 지냈으며, 1901년에 장례원경(掌禮院卿), 의정부찬정, 규장각 학사(奎章閣學士), 다시 홍문관 학사 등을 역임하였다.
의정부 참정으로 있을 때인 1900년에는 을미사변 때의 군부대신 안경수(安駉壽)를 비롯한 개화파 인사들을 규탄하는 상소를 올리기도 하였으며, 일본에 도망가 있는 유길준(兪吉濬), 박영효 등을 체포하여 처벌할 것을 주장하였다. 1905년(광무 8년)에는 탁지부 고문으로 온 일본인 고문 메카다(目賀田種太郎)가 이미 탁지부대신에서 물러나 있는 자신에게 지난날의 정부 재정운용에 관하여 문책을 해오자, 이는 외국인이 내정에 간섭하는 것이며 외국인이 내국인을 강핍하는 것이라고 항의하는 상소를 올렸다.

### 국권 피탈 이후
1910년(융희 4년) 10월 국권 피탈 때에는 자작이 수여되었다.

## 사후
2002년 민족정기를 세우는 국회의원모임이 발표한 친일파 708인 명단과 2008년 민족문제연구소에서 친일인명사전에 수록하기 위해 정리한 친일인명사전 수록예정자 명단에 선정되었다. 2006년 친일반민족행위진상규명위원회가 발표한 일제강점기 초기의 친일반민족행위 106인 명단에도 포함되었다.

## 논란
그는 자신의 서자 김병칠을 승중시켜 양자로 삼았다. 그런데 김병칠이 먼저 죽자 서자인 김병팔의 외아들을 김병칠의 사후 양자로 입양시킨다. 자신이 직접 양자로 등재시킨 서자 김병칠은 적자의 신분이었지만, 김병팔은 그냥 서자의 신분이었다. 그런데 그의 김호규 사후입양 문제는 그가 죽은 뒤 1930년대까지도 소송거리가 된다.
김호규는 김성근(金聲根)의 첩 유씨(劉氏) 소생 서자인 김병팔(金炳八)의 아들로 태어났다.
김성근은 정실에게서 본 아들들이 일찍 사망하자, 아들이 없어 결국 첩의 아들 김병칠을 정실 자식으로 등재한다. 그러나 김병칠도 서자 1명을 두고 일찍 죽자 결국 다른 서자인 김병팔(金炳八)의 외아들인 김호규를 김병칠의 양자로 입양하였다.
김병칠 역시 김성근의 서자였지만 김성근은 김병칠을 자신의 양자로 입양시켰다. 따라서 1936년 3월 27일자 매일신보 뉴스 기사에는 김병팔을 김병칠의 실제(實弟)라고 소개하였다.

### 작위 소송 분쟁
1919년 12월 27일 김호규는 자신의 할아버지였던 김성근이 받은 자작 작위를 승계받았다. 그런데 1930년대까지도 김호규의 생부 김병팔이 소송을 제기하면서 문제가 되었다. 문제가 되자 그의 양어머니인 김발귀(金發貴)는 양자 무효 소송을 내기도 했다. 김병팔(金炳八)은 김성근의 서자로, 측실 유씨(劉氏) 소생이었다. 생부 김병팔은 자기가 김성근 생전에 태어난 자식이라 하여 작위는 자신이 받아야 된다고 적형의 양자로 간 김호규와 적형수를 상대로 소송을 제기했다.
생부 김병팔은 자기가 김성근 생전에 태어난 자식임을 주장하였으나, 김병팔의 신분은 서자였고 그의 소송은 결국 무효가 되고 말았다.
1931년 12월 1일 김호규는 일본 정부로부터 종5위에 서위되었다. 1932년 3월까지 생부 김병팔은 소송을 제기했고, 당숙인 김병억 등이 개입했지만 결국 조정에 실패하고 만다. 이 싸움은 김호규와 김호규의 양어머니 김발귀 사이에 양자무효소송으로 가게 되었다. 3월 6일에는 김발귀가 그를 상대로 양자 무효소송을 냈다.

### 양자 무효화 소송
그러나 1932년부터는 김호규의 양어머니이자 김성근의 며느리인 김발귀가 다시 양자 무효소송을 제기하였다. 1932년 3월의 소송에서 패한 김발귀는 계속 김호규를 상대로 양자무효소송을 제기하였다.
김발귀는 1936년 3월 다시 소송을 제기하여 김호규가 남편 김병칠의 양자가 아니라는 확인소송을 걸었다.
김성근이 정실의 양자로 들인 김병칠은 1913년 양아버지 김성근보다 먼저 사망했다. 그러자 김성근은 김병칠의 사후 자신의 서자인 김병팔의 외아들 김호규를 김병칠의 양자로 삼았다.
김병칠은 1913년 11월 28일에 사망했다. 김병칠은 다시 자신의 서자 아들인 김옥규(金玉圭)에게 유산을 상속하였으나 김옥규는 1913년(다이쇼 2년) 8월 12일에 자신의 아버지 김병칠보다 먼저 사망했다. 결국 김옥규의 적모이자 김병칠의 아내인 김발귀가 김성근 사후 유산을 물려받았지만 여자라 하여 서시동생이자 양아들의 생부인 김병팔에게 토지를 대신 관리하게 했다. 그런데 김병팔이 소화 7년 이 땅은 내 아들 김호규 몫이라고 주장하고 명의를 김발귀 명의가 아닌 김호규 명의로 돌리면서 문제가 발생했다. 이에 김발귀는 남편의 첩이 낳은 김옥규 사후 정당하게 자신이 소송받은 몫이라고 소송을 제기하기에 이르렀다.
김발귀(金發貴)는 토지 약 5백만 평을 돌려달라고 소송을 걸었다. 남편 김병칠이 시아버지 김성근에게 증여받은 것임을 들어 소송을 제기한 것이다. 그러나 김발귀는 이 소송에서도 패배하고 만다.

## 가족 관계
- 증조부 : 김방행(金方行)
  - 할아버지 : 김이회(金履會)
    - 아버지 : 김온순(金蘊淳, 1812년 - ?)
      - 형님 : 김완근(金完根)
        - 조카 : 김병억(金炳億)

      - 본인 : 김성근
        - 장남 : 김병칠(金炳七, ? - 1913년 11월 28일) : 서자였다가 양자로 들였다.
        - 자부 : 김발귀(金發貴)[1]
          - 손자 : 김호규(金虎圭, 1911년 - 1961년)[1]

        - 자부 : 이름 미상, 아들 김병칠의 첩
          - 서손자 : 김옥규(金玉圭, ? - 1913년 8월 12일) - 양아버지 김병칠의 서자

        - 첩(妾) : 유씨(劉氏)
          - 서자 : 김병칠(金炳七), 승중시킴
          - 서자 : 김병팔(金炳八)
            - 서손자 : 김호규(金虎圭) - 서자 김병팔의 외아들인데 김성근이 그를 김병칠의 아들로 삼았다.

      - 매제 : 서광하(徐光夏)
        - 외조카 : 서재필(徐載弼, 1864년 - 1951년)

## 참고자료
- 친일반민족행위진상규명위원회 (2006년 12월). 〈김성근〉 (PDF). 《2006년도 조사보고서 II - 친일반민족행위결정이유서》. 서울. 210~216쪽쪽. 발간등록번호 11-1560010-0000002-10. 2007년 10월 8일에 원본 문서 (PDF)에서 보존된 문서. 2007년 6월 18일에 확인함.
- 김성근(金聲根) - 한국학중앙연구원
- 오세창, 《근역서화징》 (협동연구사, 1975)

## 같이 보기
- 앙시앵 레짐